# Finiq
Finiq è un comune albanese situato nella prefettura di Valona, a circa 20 km dal confine con la Grecia e a 8 km dal mare Ionio, nei pressi dell'antica città di Fenice.
In seguito alla riforma amministrativa del 2015, sono stati accorpati a Finiq i comuni di Aliko, Livadhja, Mesopotam e Dhivër, portando la popolazione complessiva a 10 529 abitanti (dati censimento 2011).

## Località
Il comune era formato dall'insieme delle seguenti località:
- Finiq
- Buronje
- Clirim
- Vrion
- Karahaxhe
- Bregas
- Blerima